# San Fernando, Quintana Roo
San Fernando är en ort i Mexiko.   Den ligger i kommunen Bacalar och delstaten Quintana Roo, i den östra delen av landet, 1 100 km öster om huvudstaden Mexico City. San Fernando ligger 42 meter över havet och antalet invånare är 245.
Terrängen runt San Fernando är platt. Runt San Fernando är det glesbefolkat, med 16 invånare per kvadratkilometer. Närmaste större samhälle är Los Divorciados, 18,9 km nordost om San Fernando. I omgivningarna runt San Fernando växer i huvudsak städsegrön lövskog.